# Liste der erfolgreichsten Trainer der Fußball-Europapokalwettbewerbe
Die Liste der erfolgreichsten Trainer der Fußball-Europapokalwettbewerbe erfasst alle derzeit 36 Trainer, die die vier von der UEFA ausgerichteten Europapokalwettbewerbe, die UEFA Champions League (Europapokal der Landesmeister), den Europapokal der Pokalsieger, die UEFA Europa League (UEFA-Pokal) oder die UEFA Conference League insgesamt betrachtet mehr als einmal gewinnen konnten. Bei gleicher Gesamtzahl an Titeln richtet sich die Rangfolge nach der Wertigkeit der gewonnenen Wettbewerbe und Anzahl der Siege in diesen und danach nach dem Alphabet.

## Trainer mit zwei und mehr Titeln
Bisher gelang es 35 Trainern mindestens zweimal einen der von der UEFA ausgetragenen vier Europapokalwettbewerbe zu gewinnen.
| Titel | Trainer             | (Europapokal der Landesmeister) UEFA Champions League   | Europapokal der Pokalsieger (ausgetragen bis 1999) | (UEFA-Pokal) UEFA Europa League                     | UEFA Conference League (ausgetragen seit 2022) |
| --- | ------------------- | ------------------------------------------------------- | -------------------------------------------------- | --------------------------------------------------- | ---------------------------------------------- |
| 5 | Carlo Ancelotti     | 2003, 2007 (AC Mailand), 2014, 2022, 2024 (Real Madrid) |                                                    |                                                     |                                                |
| | José Mourinho       | 2004 (FC Porto), 2010 (Inter Mailand)                   |                                                    | 2003 (FC Porto), 2017 (Manchester United)           | 2022 (AS Rom)                                  |
| | Giovanni Trapattoni | 1985 (Juventus Turin)                                   | 1984 (Juventus Turin)                              | 1977, 1993 (Juventus Turin), 1991 (Inter Mailand)   |                                                |
| 4 | Bob Paisley         | 1977, 1978, 1981 (FC Liverpool)                         |                                                    | 1976 (FC Liverpool)                                 |                                                |
| | Alex Ferguson       | 1999, 2008 (Manchester United)                          | 1983 (FC Aberdeen), 1991 (Manchester United)       |                                                     |                                                |
| | Nereo Rocco         | 1963, 1969 (AC Mailand)                                 | 1968, 1973 (AC Mailand)                            |                                                     |                                                |
| | Unai Emery          |                                                         |                                                    | 2014, 2015, 2016 (FC Sevilla), 2021 (FC Villarreal) |                                                |
| 3 | Zinédine Zidane     | 2016, 2017, 2018 (Real Madrid)                          |                                                    |                                                     |                                                |
| | Pep Guardiola       | 2009, 2011 (FC Barcelona) 2023 (Manchester City)        |                                                    |                                                     |                                                |
| | José Villalonga     | 1956, 1957 (Real Madrid)                                | 1962 (Atlético Madrid)                             |                                                     |                                                |
| | Johan Cruyff        | 1992 (FC Barcelona)                                     | 1987 (Ajax Amsterdam), 1989 (FC Barcelona)         |                                                     |                                                |
| | Udo Lattek          | 1974 (FC Bayern München)                                | 1982 (FC Barcelona)                                | 1979 (Borussia Mönchengladbach)                     |                                                |
| | Rafael Benítez      | 2005 (FC Liverpool)                                     |                                                    | 2004 (FC Valencia), 2013 (FC Chelsea)               |                                                |
| 2 | Vicente del Bosque  | 2000, 2002 (Real Madrid)                                |                                                    |                                                     |                                                |
| | Ernst Happel        | 1970 (Feyenoord Rotterdam), 1983 (Hamburger SV)         |                                                    |                                                     |                                                |
| | Luis Carniglia*     | 1958, 1959 (Real Madrid)                                |                                                    |                                                     |                                                |
| | Brian Clough        | 1979, 1980 (Nottingham Forest)                          |                                                    |                                                     |                                                |
| | Dettmar Cramer      | 1975, 1976 (FC Bayern München)                          |                                                    |                                                     |                                                |
| | Luis Enrique        | 2015 (FC Barcelona), 2025 (Paris Saint-Germain)         |                                                    |                                                     |                                                |
| | / Béla Guttmann     | 1961, 1962 (Benfica Lissabon)                           |                                                    |                                                     |                                                |
| | / Helenio Herrera** | 1964, 1965 (Inter Mailand)                              |                                                    |                                                     |                                                |
| | Jupp Heynckes       | 1998 (Real Madrid), 2013 (FC Bayern München)            |                                                    |                                                     |                                                |
| | Ottmar Hitzfeld     | 1997 (Borussia Dortmund), 2001 (FC Bayern München)      |                                                    |                                                     |                                                |
| | Ștefan Kovács       | 1972, 1973 (Ajax Amsterdam)                             |                                                    |                                                     |                                                |
| | Miguel Muñoz        | 1960, 1966 (Real Madrid)                                |                                                    |                                                     |                                                |
| | Arrigo Sacchi       | 1989, 1990 (AC Mailand)                                 |                                                    |                                                     |                                                |
| | Raymond Goethals    | 1993 (Olympique Marseille)                              | 1978 (RSC Anderlecht)                              |                                                     |                                                |
| | Louis van Gaal      | 1995 (Ajax Amsterdam)                                   |                                                    | 1992 (Ajax Amsterdam)                               |                                                |
| | Walerij Lobanowskyj |                                                         | 1975, 1986 (Dynamo Kiew)                           |                                                     |                                                |
| | Sven-Göran Eriksson |                                                         | 1999 (Lazio Rom)                                   | 1982 (IFK Göteborg)                                 |                                                |
| | Bill Nicholson      |                                                         | 1963 (Tottenham Hotspur)                           | 1972 (Tottenham Hotspur)                            |                                                |
| | Bobby Robson        |                                                         | 1997 (FC Barcelona)                                | 1981 (Ipswich Town)                                 |                                                |
| | Nevio Scala         |                                                         | 1993 (AC Parma)                                    | 1995 (AC Parma)                                     |                                                |
| | Luis Molowny        |                                                         |                                                    | 1985, 1986 (Real Madrid)                            |                                                |
| | Juande Ramos        |                                                         |                                                    | 2006, 2007 (FC Sevilla)                             |                                                |
| | Diego Simeone       |                                                         |                                                    | 2012, 2018 (Atlético Madrid)                        |                                                |
| Trainer, die bis zur Einführung der Conference League alle drei bis dato existierenden Wettbewerbe gewonnen haben. Trainer, die seit Einführung der Conference League alle drei aktuell existierenden Wettbewerbe gewonnen haben. |                     |                                                         |                                                    |                                                     |                                                |

* Gewann noch den Messestädte-Pokal 1960/61 mit dem AS Rom.
** Gewann noch den Messestädte-Pokal 1958–1960 mit dem FC Barcelona.
Darüber hinaus gewannen der Argentinier Alejandro Scopelli 1962 und 1963 mit dem FC Valencia und der Engländer Don Revie 1968 und 1971 mit Leeds United je zweimal diesen Wettbewerb.

## Trainer, die auch als Spieler einen Titel gewannen
Bisher gelang es 17 Akteuren sowohl als Spieler und danach auch als Trainer jeweils mindestens einmal einen Europapokal zu gewinnen.

In der jeweils oberen Zeile sind in kursiver Schrift die Titel als Spieler aufgeführt.
| Titel                                             | Trainer              | (Europapokal der Landesmeister) UEFA Champions League                           | Europapokal der Pokalsieger (ausgetragen bis 1999)           | (UEFA-Pokal) UEFA Europa League                   |
| ------------------------------------------------- | -------------------- | ------------------------------------------------------------------------------- | ------------------------------------------------------------ | ------------------------------------------------- |
| 8                                                 | Giovanni Trapattoni  | 1963, 1969 (AC Mailand) 1985 (Juventus Turin)                                   | 1968 (AC Mailand) 1984 (Juventus Turin)                      | 1977, 1993 (Juventus Turin), 1991 (Inter Mailand) |
| 7                                                 | Carlo Ancelotti      | 1989, 1990 (AC Mailand) 2003, 2007 (AC Mailand), 2014, 2022, 2024 (Real Madrid) |                                                              |                                                   |
| 6                                                 | / Alfredo Di Stéfano | 1956, 1957, 1958, 1959, 1960 (Real Madrid)                                      | 1980 (FC Valencia)                                           |                                                   |
|                                                   | Johan Cruyff         | 1971, 1972, 1973 (Ajax Amsterdam) 1992 (FC Barcelona)                           | 1987 (Ajax Amsterdam), 1989 (FC Barcelona)                   |                                                   |
| 5                                                 | Miguel Muñoz         | 1956, 1957, 1958 (Real Madrid) 1960, 1966 (Real Madrid)                         |                                                              |                                                   |
|                                                   | Frank Rijkaard       | 1989, 1990 (AC Mailand), 1995 (Ajax Amsterdam) 2006 (FC Barcelona)              | 1987 (Ajax Amsterdam)                                        |                                                   |
|                                                   | Pep Guardiola        | 1992 (FC Barcelona) 2009, 2011 (FC Barcelona), 2023 (Manchester City)           | 1997 (FC Barcelona)                                          |                                                   |
|                                                   | Franz Beckenbauer    | 1974, 1975, 1976 (FC Bayern München)                                            | 1967 (FC Bayern München)                                     | 1996 (FC Bayern München)                          |
| 4                                                 | Zinédine Zidane      | 2002 (Real Madrid) 2016, 2017, 2018 (Real Madrid)                               |                                                              |                                                   |
|                                                   | Nevio Scala          | 1969 (AC Mailand)                                                               | 1968 (AC Mailand) 1993 (AC Parma)                            | 1995 (AC Parma)                                   |
|                                                   | Gianluca Vialli      | 1996 (Juventus Turin)                                                           | 1990 (Sampdoria Genua), 1998 (FC Chelsea) 1998 (FC Chelsea)* | 1993 (Juventus Turin)                             |
| 3                                                 | Jupp Heynckes        | 1998 (Real Madrid), 2013 (Bayern München)                                       |                                                              | 1975 (Borussia Mönchengladbach)                   |
|                                                   | Luis Molowny         | 1956 (Real Madrid)                                                              |                                                              | 1985, 1986 (Real Madrid)                          |
|                                                   | Diego Simeone        |                                                                                 |                                                              | 1998 (Inter Mailand) 2012, 2018 (Atlético Madrid) |
|                                                   | Luis Enrique         | 2015 (FC Barcelona), 2025 (Paris Saint-Germain)                                 | 1997 (FC Barcelona)                                          |                                                   |
| 2                                                 | Huub Stevens         |                                                                                 |                                                              | 1978 (PSV Eindhoven) 1997 (FC Schalke 04)         |
|                                                   | Dino Zoff            |                                                                                 |                                                              | 1977 (Juventus Turin) 1990 (Juventus Turin)       |
| Akteure, die alle drei Wettbewerbe gewonnen haben |                      |                                                                                 |                                                              |                                                   |

* als Spielertrainer